# Milene
Milene ist der deutschsprachige Titel eines Romans von Lídia Jorge, der 2002 auf Portugiesisch (O Vento Assobiando nas Gruas, dt. Der Wind in den Kränen) publiziert wurde. Die deutsche Übersetzung von Karin von Schweder-Schreiner erschien 2005 bei Suhrkamp.
Die Handlung spielt in der Gegenwart und anhand von Ereignissen im Leben einer weißen Frau werden verschiedene Auswirkungen der portugiesischen Kolonialgeschichte auf das Leben in der fiktiven portugiesischen Küstenstadt Valmares thematisiert.

## Handlung
Milene ist eine portugiesische weiße Frau um die Dreißig, die um ihre Großmutter Regina trauert, in deren Haus sie wohnt. Da Milenes Eltern nicht mehr leben, ist testamentarisch festgelegt, dass eine ihrer Tanten die Bevollmächtigte von Milenes Erbteil sei soll. Zu Beginn des Romans ist Milene auf der Suche nach ihrer Großmutter, die ihren als temporär geplanten Aufenthalt in einem Pflegeheim selbstständig beendet hatte. Milene hofft, Dona Regina in einem Teil des Gebäudes der ehemaligen Fabrik, deren Chefin sie war, zu finden, den die Großmutter "Das Juwel" zu nennen pflegte.
Im Verlauf der Geschichte beginnt Milene sich bei der Großfamilie Mata, die von den Kap Verden eingewandert ist und inzwischen im "Juwel" wohnt, wie zuhause zu fühlen. Milene Leandros und Antonio Mata, einer der aktuellen Bewohner der Fabrik, werden ein Liebespaar, was von Seiten der Verwandtschaft Milenes nicht toleriert wird. Milenes Verwandte veranlassen auf betrügerischem Wege sogar, dass Milene einer Zwangssterilisierung unterzogen wird. Antonio und Milene heiraten.

## Formale Aspekte
An manchen Stellen wird mit "ich" oder "wir" oder "unsere Cousine" erzählt.
Das Werk ist in drei Teile gegliedert:
- Feier (ca. 30 Seiten)
- Das Buch Milene (ca. 450 Seiten)
- Der Wind in den Kränen (ca. 50 Seiten)

## Übersetzungen
- Le vent qui siffle dans les grues (Französisch), 2004
- הרוח שרוקת נעגורנים (Ivrit), 3. Auflage 2007
- Milene (Deutsch), 2005

## Rezensionen
- Stefan Fuchs: "Eine unmögliche Liebe in Portugal. Lidia Jorge zeichnet in "Milene" ein Bild des untergründigen Rassismus", deutschlandfunk.de, 25. Mai 2006
- Frankfurter Allgemeine Zeitung, 6. März 2006
- Uwe Stolzmann: "Schlick und Schalentiere", Neue Zürcher Zeitung, 12. Januar 2006
- Uwe Stolzmann: "Begegnungen an der Algarve. Lídia Jorge: Milene", deutschlandfunkkultur.de, 24. Oktober 2005
- Ray-Güde Mertin: "Lídia Jorge: O vento assobiando nas gruas", novacultura.de, März 2004

## Verfilmung
2023 verfilmte die in Portugal arbeitende schweizerische Regisseurin Jeanne Waltz den Stoff. Der Film erschien unter dem Original-Romantitel O Vento Assobiando nas Gruas und zählte mit Rita Cabaço in der Hauptrolle und Namen wie Beatriz Batarda oder João Lagarto in Nebenrollen.